# René Summer
René Summer (* 31. Dezember 1987) ist ein österreichischer Fußballtorwart. Zurzeit spielt er beim SC Neusiedl am See in der drittklassigen österreichischen Regionalliga Ost, einer von drei parallel laufenden Staffeln.

## Karriere

### Jugend und Vereinskarriere
Summer begann seine Karriere als aktiver Fußballtorwart im März 1996 im burgenländischen Wallern in der Nachwuchsabteilung des dort ansässigen USC Wallern. Nach mehreren Jahren in der Jugend sowie nach dem Absolvieren verschiedener Jugendspielklassen wurde Summer im Jahre 2002 im BNZ (Bundesnachwuchszentrum) Burgenland aufgenommen. Parallel zum BNZ war Summer auch noch beim Verein aus Wallern gemeldet. Nachdem der junge Torwart im Jahre 2005 aus dem Bundesnachwuchszentrum austrat, wechselte er sofort darauf zum SC/ESV Parndorf.
Dort kam er ab der Saison 2005/06 hinter Andreas Markl als zweiter Torwart zu seinen ersten Einsätzen für die erste Kampfmannschaft des Vereines mit Sitz in der drittklassigen Regionalliga Ost (RLO). Seit Team- bzw. Regionalligadebüt gab der damals 19-Jährige am österreichischen Staatsfeiertag, dem 1. Mai 2006, bei einem 2:1-Auswärtssieg über die Amateure des FC Admira Wacker Mödling. Dabei war Summer von der 24. bis zur 30. Runde in sieben Spielen im Einsatz, wovon sechs gewonnen wurden und das letzte Spiel der Saison in einem 0:0-Unentschieden endete.
Nach den guten Leistungen rangierte Summer mit seiner Mannschaft in der Endtabelle der Regionalliga Ost auf dem ersten Platz, dicht gefolgt vom SKN St. Pölten und der Vienna und stieg so in die Erste Liga, die zweithöchste Spielklasse Österreichs, auf. Schon zwei Jahre zuvor war die Mannschaft, jedoch ohne Summers Beteiligung, in die Zweitklassigkeit aufgestiegen, aber nach nur einer gespielten Saison erneut abgestiegen. Während der Profispielzeit 2006/07 kam der junge Torhüter zu insgesamt drei Meisterschaftseinsätzen; alle drei endeten in Remis.
Sein Profidebüt gab er hierbei gleich in der ersten Runde am 1. August 2006 beim 2:2-Heimremis gegen den FC Lustenau 07. Bei seinem zweiten Einsatz, nur drei Tage später, erhielt Summer wegen Foulspiels die Gelbe Karte. In der zehnten Runde der Saison 2006/07 kam der gebürtige Burgenländer zu seinem dritten und bisher letzten Profieinsatz. In der Sommerpause vor der Spielzeit 2007/08 wechselte er zum SC Neusiedl am See, dessen Kampfmannschaft ihren Spielbetrieb ebenfalls in der RLO hat. Nachdem Thomas Fasching, der bisherige Torwart des Teams, altersbedingt seine Karriere beendete, avancierte Summer zum 1er-Goalie des Regionalligateams aus Neusiedl am See und kam dabei auf 22 Ligaeinsätze. Nur während der letzten Spiele der Saison ließ er dem fast auf den Tag genau drei Jahre jüngeren Adolf Kaiser den Vortritt, der mit den Einsätzen an Spielpraxis und Erfahrung sammelte.
Auch in der Saison 2008/09 war Summer Stammtorhüter der Mannschaft, die in der Vorsaison mit dem achten Rang einen direkten Platz im Tabellenmittelfeld erreichte. 2008/09 kam er auf 20 Meisterschaftseinsätze, die anderen zehn absolvierte, wie auch schon zuvor sein Kollege Adolf Kaiser. Nachdem das Team am Ende der Saison mit dem 14. von 16 Plätzen einen Abstiegsplatz belegte, konnte der Abstieg in die Viertklassigkeit nur dadurch verhindert werden, weil keine Mannschaft aus der zweitklassigen Ersten Liga in die Regionalliga Ost absteigen musste.
Durch eher schwache Leistungen während der gesamten vorhergehenden Spielzeit wurde Summer in der Saison 2009/10 als erster Torwart von seinem Teamkollegen Adolf Kaiser abgelöst, der quasi mit ihm die Positionen tauschte und Summer somit zum Ersatztorhüter degradierte. Bis dato  kam der mittlerweile 22-Jährige auf lediglich zwei Meisterschaftseinsätze, wobei er bei einem Einsatz auch nur als Ersatztorhüter eingewechselt wurde.

## Erfolge
- 1× Meister der Regionalliga Ost: 2005/06